# Église du Saint-Sépulcre de Pise
L'église du Saint-Sépulcre (italien : chiesa del Santo Sepolcro) est un édifice religieux à Pise, en Toscane, en Italie.

## Histoire
Construite au début du XIIe siècle, connue au moins à partir de 1113, elle a été conçue par Diotisalvi, qui quarante ans plus tard a également conçu le baptistère de la cathédrale de Pise
L'attribution au Saint-Sépulcre fait référence aux reliques de ce dernier qui furent portées à Pise par l'archevêque Dagobert après sa participation à la première croisade.

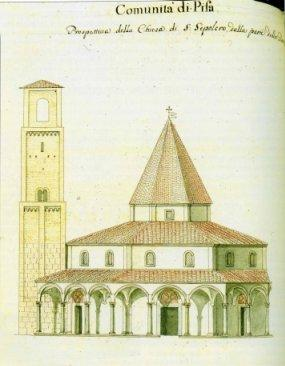
L'église avant la restauration dans une gravure de 1717

## Architecture
L'édifice a un plan octogonal et, jusqu'au XVIe siècle était entourée d'un portique. Le tambour central, soutenu par huit arcs ogivaux, est surélevé et est surmonté d'une pointe conique.
La structure ressemble eau Dôme du Rocher à Jérusalem, conquis par les croisés en 1099<.
Les portails ont des décorations avec des animaux et des têtes de lions en marbre. 
Le petit clocher inachevé de plan rectangulaire est de style roman pisan.

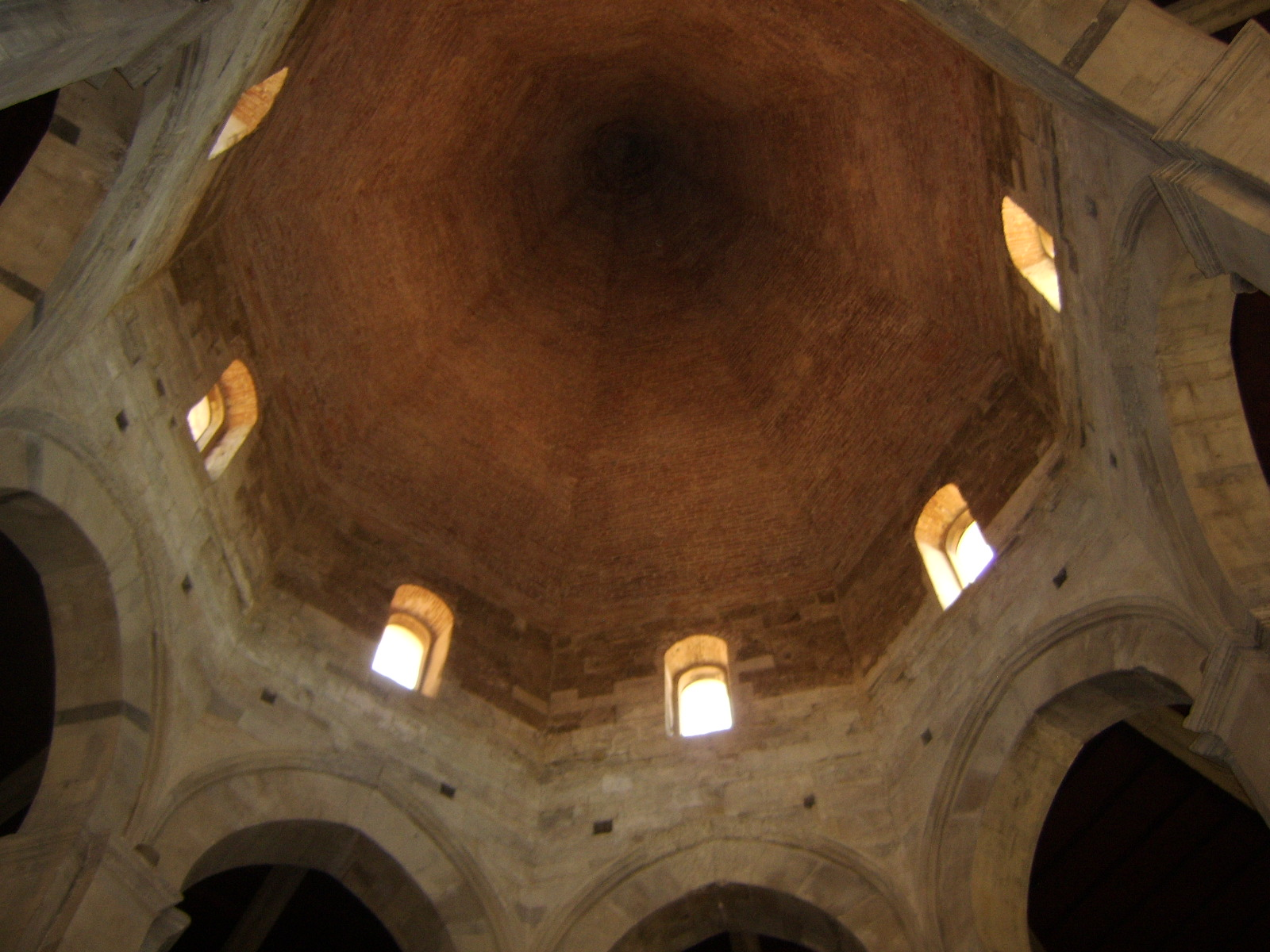
Vue du dôme depuis l'intérieur.

### Intérieur
L'intérieur, restauré en 1720 en style baroque, a été détruit au XIXe siècle. Il reste un buste-reliquaire de Sainte Ubaldesca (XVe siècle) avec un seau qui, selon la tradition, appartenait à la sainte ; la pierre tombale de Marie Mancini, la nièce de Mazarin ; et un tableau du XVe siècle de la Vierge à l'Enfant.